# Facundo Lescano
Facundo Lescano (Mercedes, Provincia de Buenos Aires, Argentina; 18 de agosto de 1996) es un futbolista argentino. Juega de delantero y su equipo actual es el US Avellino 1912 de la Serie C de Italia.

## Trayectoria
Lescano debutó en la Serie A con el Torino el 10 de enero de 2015 en el empate 1-1 ante el Milan.
Luego de pasos por varios clubes de Italia y el Telstar de los Países Bajos, el 2 de agosto de 2019 fichó por el Sicula Leonzio por dos años.
El 29 de agosto de 2020, fichó por el Sambenedettese por tres años.
El 10 de junio de 2021 se unió al Virtus Entella.

## Estadísticas
Actualizado al último partido disputado el 23 de octubre de 2019.
| Martina Franca · Italia                                                                 | 4.ª           | 2013-14       | 4   | 0  | - | - | - | - | - | - | 4   | 0  |
| Martina Franca · Italia                                                                 | Total club    | Total club    | 4   | 0  | 0 | 0 | 0 | 0 | 0 | 0 | 4   | 0  |
| Torino · Italia                                                                         | 1.ª           | 2014-15       | 1   | 0  | - | - | - | - | - | - | 1   | 0  |
| Torino · Italia                                                                         | Total club    | Total club    | 1   | 0  | 0 | 0 | 0 | 0 | 0 | 0 | 1   | 0  |
| Melfi · Italia                                                                          | 3.ª           | 2015-16       | 12  | 0  | - | - | - | - | - | - | 12  | 0  |
| Melfi · Italia                                                                          | Total club    | Total club    | 12  | 0  | 0 | 0 | 0 | 0 | 0 | 0 | 12  | 0  |
| Monopoli · Italia                                                                       | 3.ª           | 2015-16       | 7   | 1  | - | - | - | - | - | - | 7   | 1  |
| Monopoli · Italia                                                                       | Total club    | Total club    | 7   | 1  | 0 | 0 | 0 | 0 | 0 | 0 | 7   | 1  |
| Igea Virtus · Italia                                                                    | 4.ª           | 2016-17       | 30  | 15 | - | - | - | - | 1 | 0 | 31  | 15 |
| Igea Virtus · Italia                                                                    | Total club    | Total club    | 30  | 15 | 0 | 0 | 0 | 0 | 1 | 0 | 31  | 15 |
| Robur Siena · Italia                                                                    | 3.ª           | 2017-18       | 10  | 0  | - | - | - | - | - | - | 10  | 0  |
| Robur Siena · Italia                                                                    | Total club    | Total club    | 10  | 0  | 0 | 0 | 0 | 0 | 0 | 0 | 10  | 0  |
| Sicula Leonzio · Italia                                                                 | 3.ª           | 2017-18       | 17  | 3  | - | - | - | - | 1 | 0 | 18  | 3  |
| Sicula Leonzio · Italia                                                                 | 3.ª           | 2019-20       | 31  | 11 | 2 | 2 | - | - | - | - | 33  | 13 |
| Sicula Leonzio · Italia                                                                 | Total club    | Total club    | 28  | 6  | 0 | 0 | 0 | 0 | 1 | 0 | 29  | 6  |
| Telstar · Países Bajos                                                                  | 2.ª           | 2018-19       | 7   | 2  | 1 | 0 | - | - | - | - | 8   | 2  |
| Telstar · Países Bajos                                                                  | Total club    | Total club    | 7   | 2  | 1 | 0 | 0 | 0 | 0 | 0 | 8   | 2  |
| Potenza · Italia                                                                        | 3.ª           | 2018-19       | 13  | 2  | - | - | - | - | - | - | 13  | 2  |
| Potenza · Italia                                                                        | Total club    | Total club    | 13  | 2  | 0 | 0 | 0 | 0 | 0 | 0 | 13  | 2  |
| Total carrera                                                                           | Total carrera | Total carrera | 112 | 26 | 1 | 0 | 0 | 0 | 2 | 0 | 115 | 26 |
| (1) Incluye datos de la Copa de los Países Bajos. (2) Incluye datos de Liga de ascenso. |               |               |     |    |   |   |   |   |   |   |     |    |

## Palmarés

### Títulos nacionales
| Título               | Club   | País   | Año     |
| -------------------- | ------ | ------ | ------- |
| Campeonato Primavera | Torino | Italia | 2014-15 |